# 先民紀念堂
先民紀念堂（Voortrekker Monument）是一座位於南非行政首都比勒陀利亞南部一座小山丘上的紀念性建築，以花崗岩築成，1949年完工，以紀念荷蘭裔布爾人先民從1835年開始牛車大遷徙，離開英國統治的開普殖民地到南非東部內陸拓墾。建築師是Gerard Moerdijk。紀念堂長、寬、高都是40公尺，形似立方體（但頂端略有收束）。建築風格受到了古埃及建築和萊比錫民族大会战纪念碑的影響。:128建築內外有大量塑像和浮雕，反映了布爾人遷徙過程的艱辛以及與黑人的武力衝突。
2011年7月8日，先民紀念堂被南非遺產資源局列為國家遺產。

## 圖集

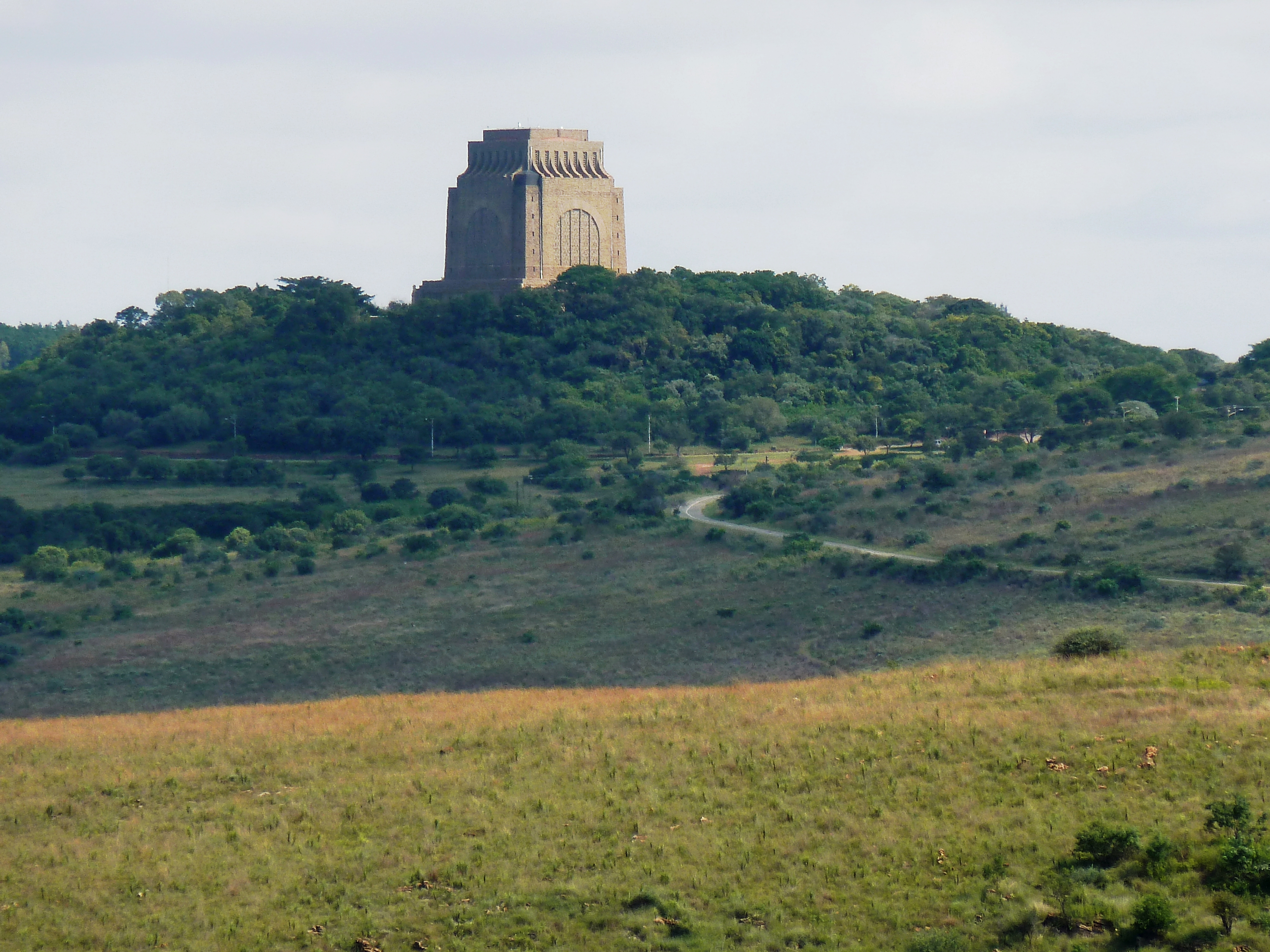
遠眺紀念堂
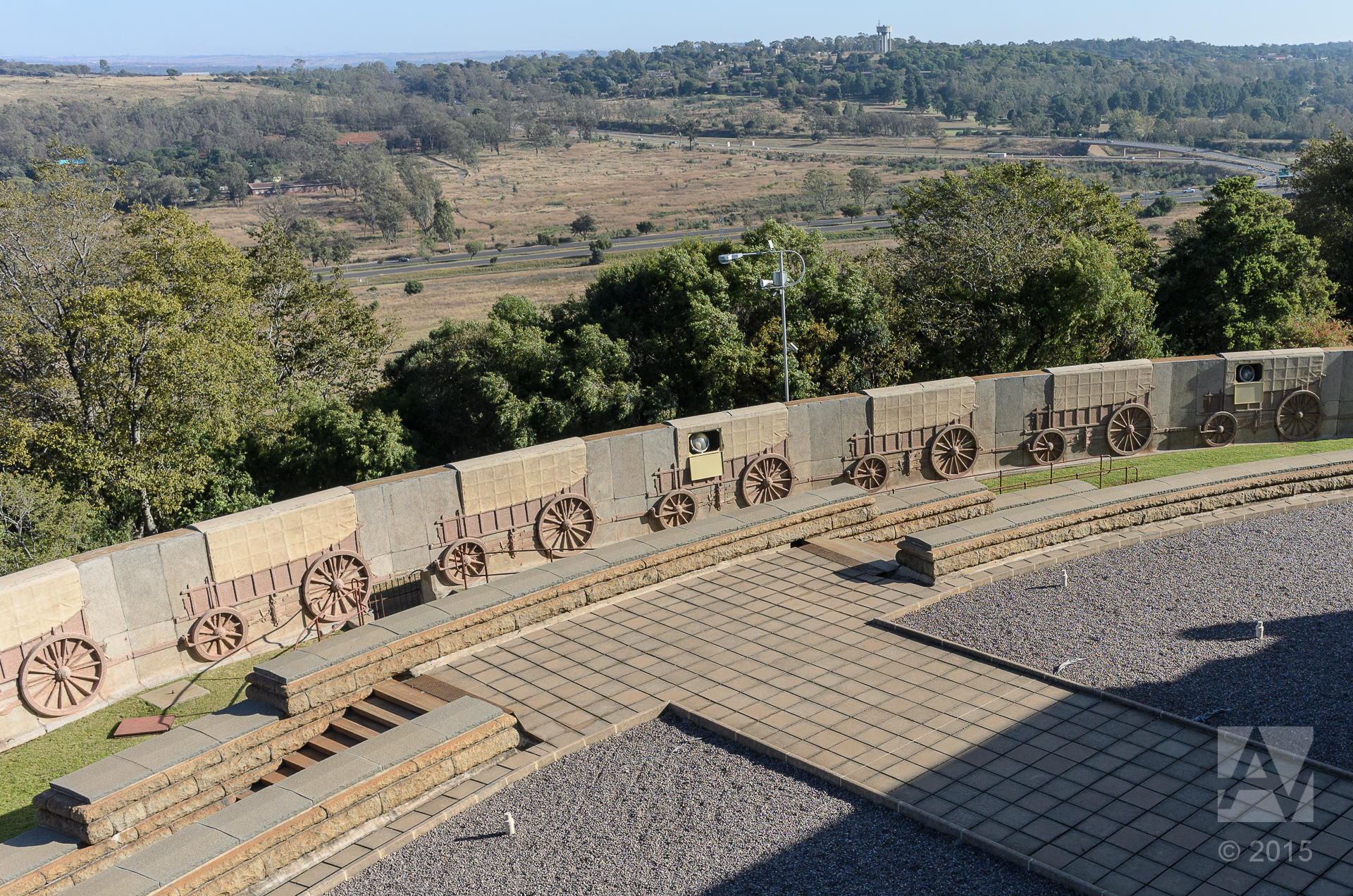
紀念堂園區圍牆上的篷車浮雕
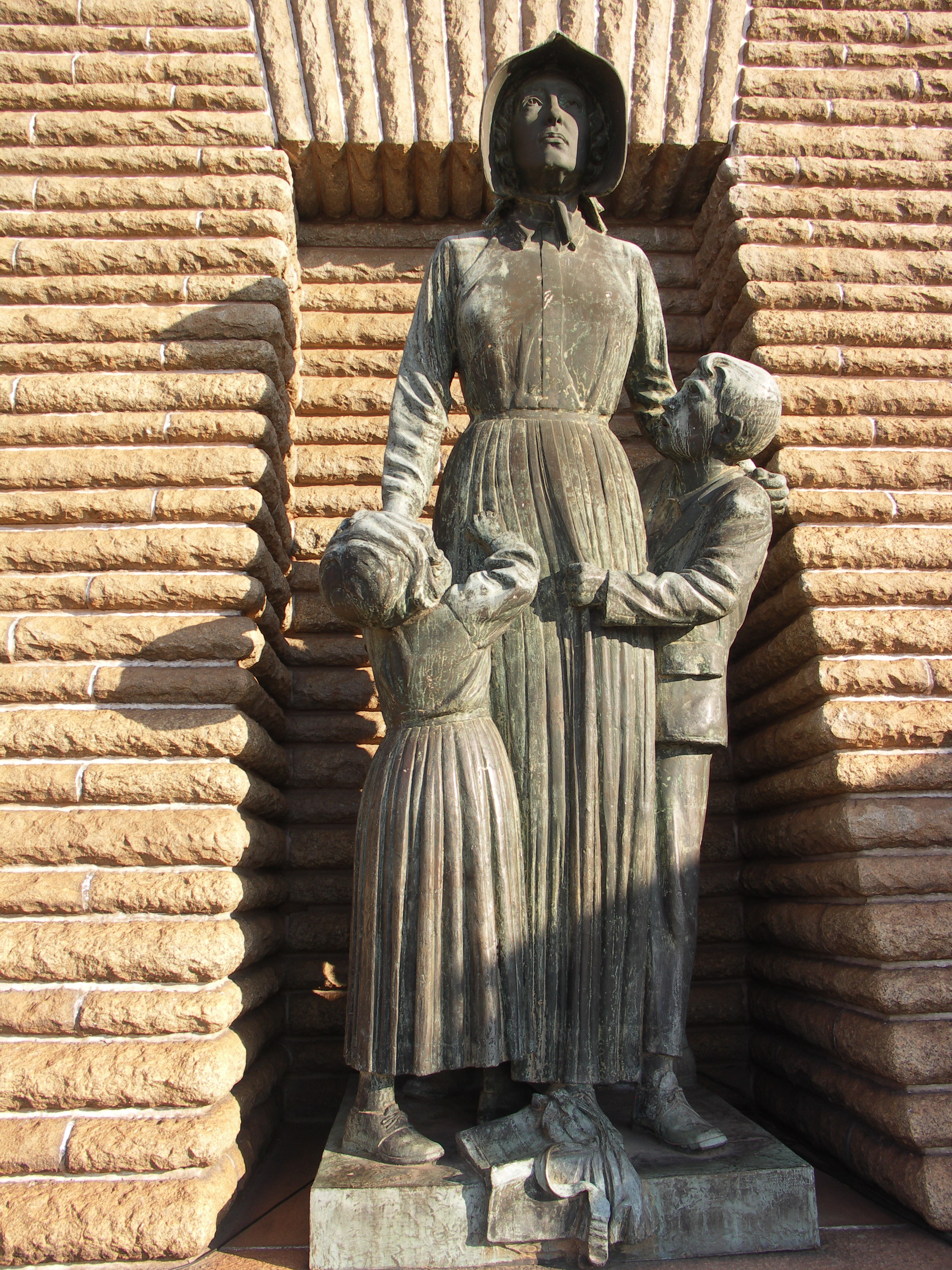
紀念堂正面外牆的拓荒先民婦孺雕像
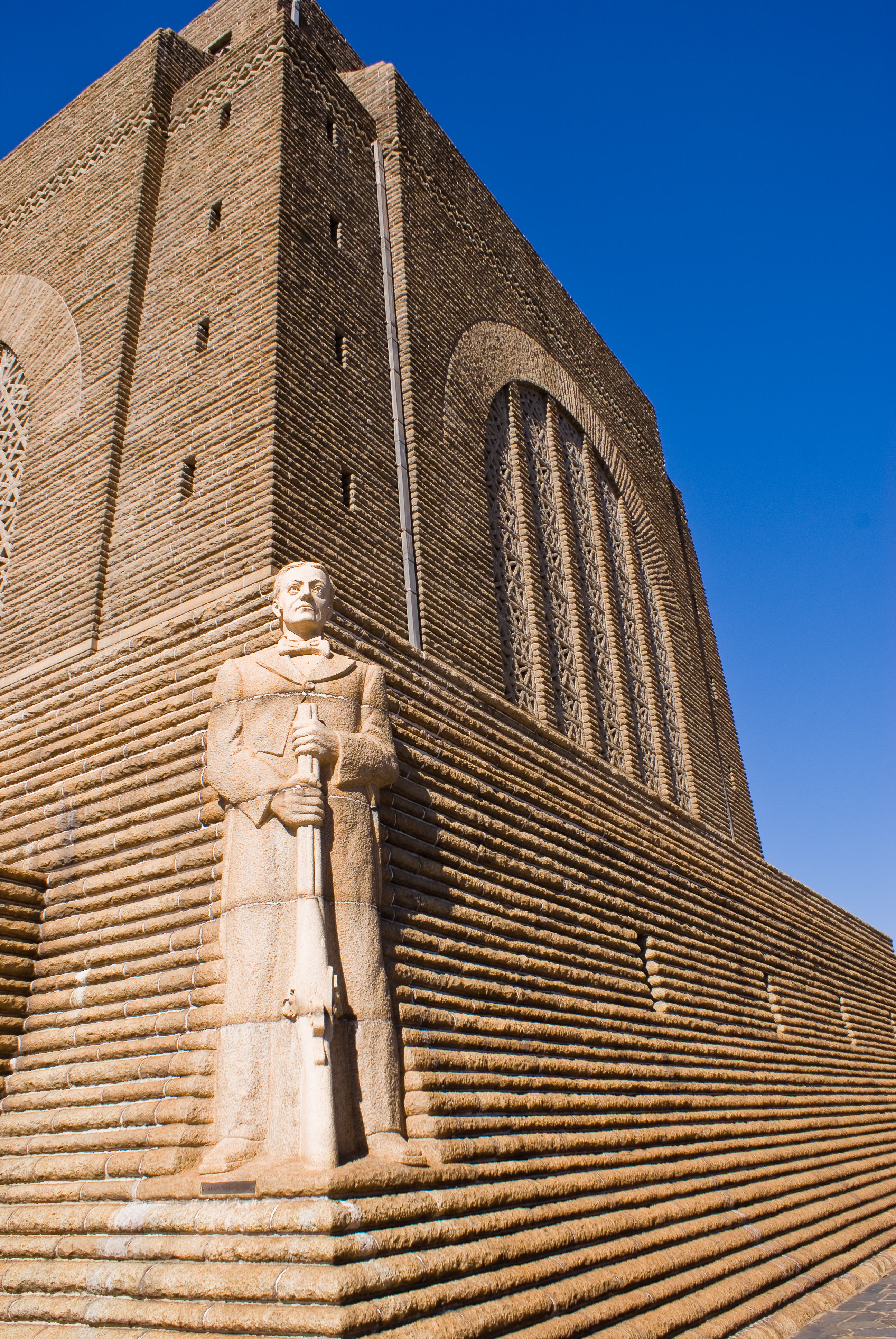
紀念堂外牆轉角的拓荒領袖安德列斯·比勒陀利乌斯雕像
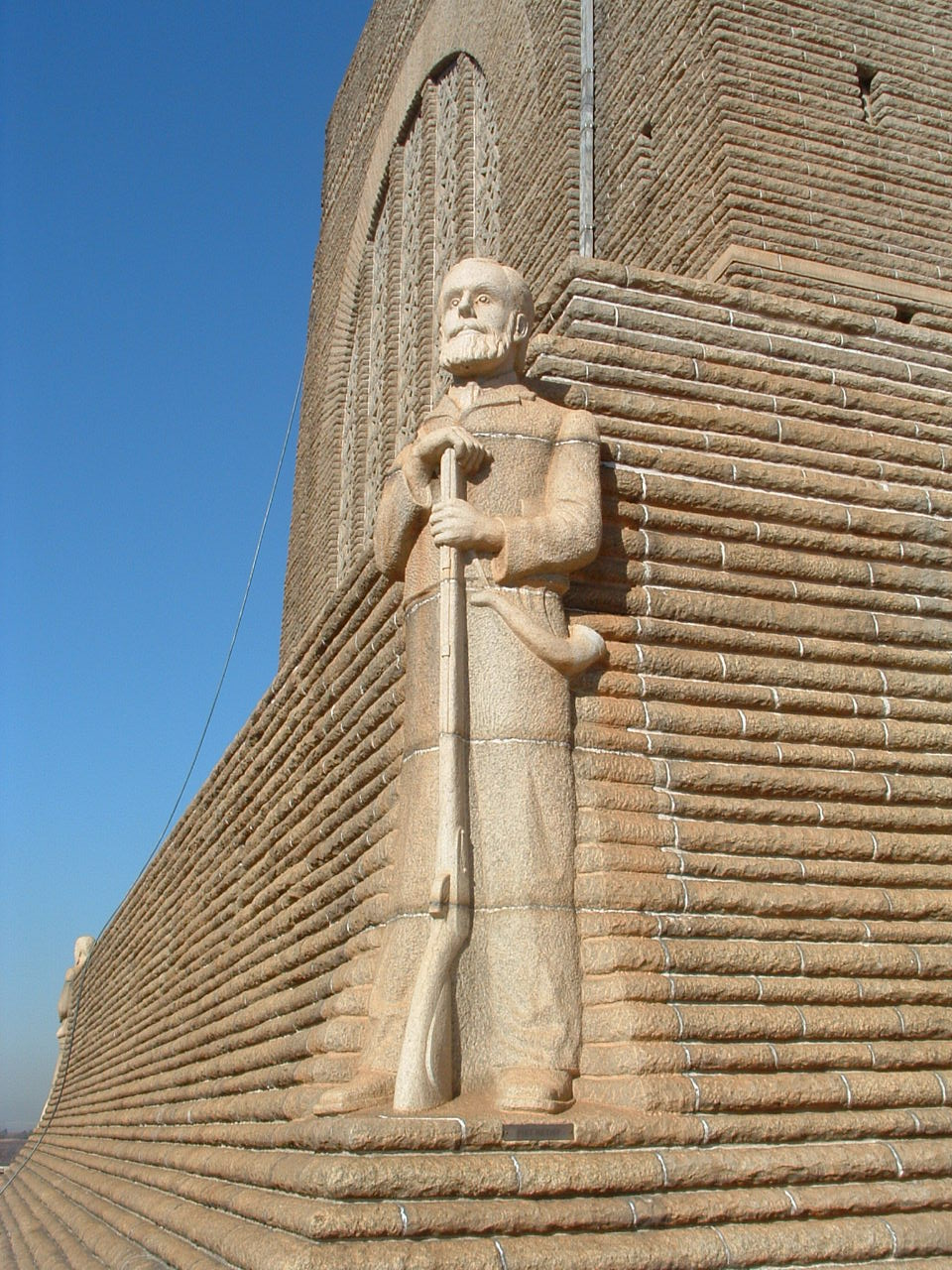
紀念堂外牆轉角的拓荒領袖Piet Retief雕像
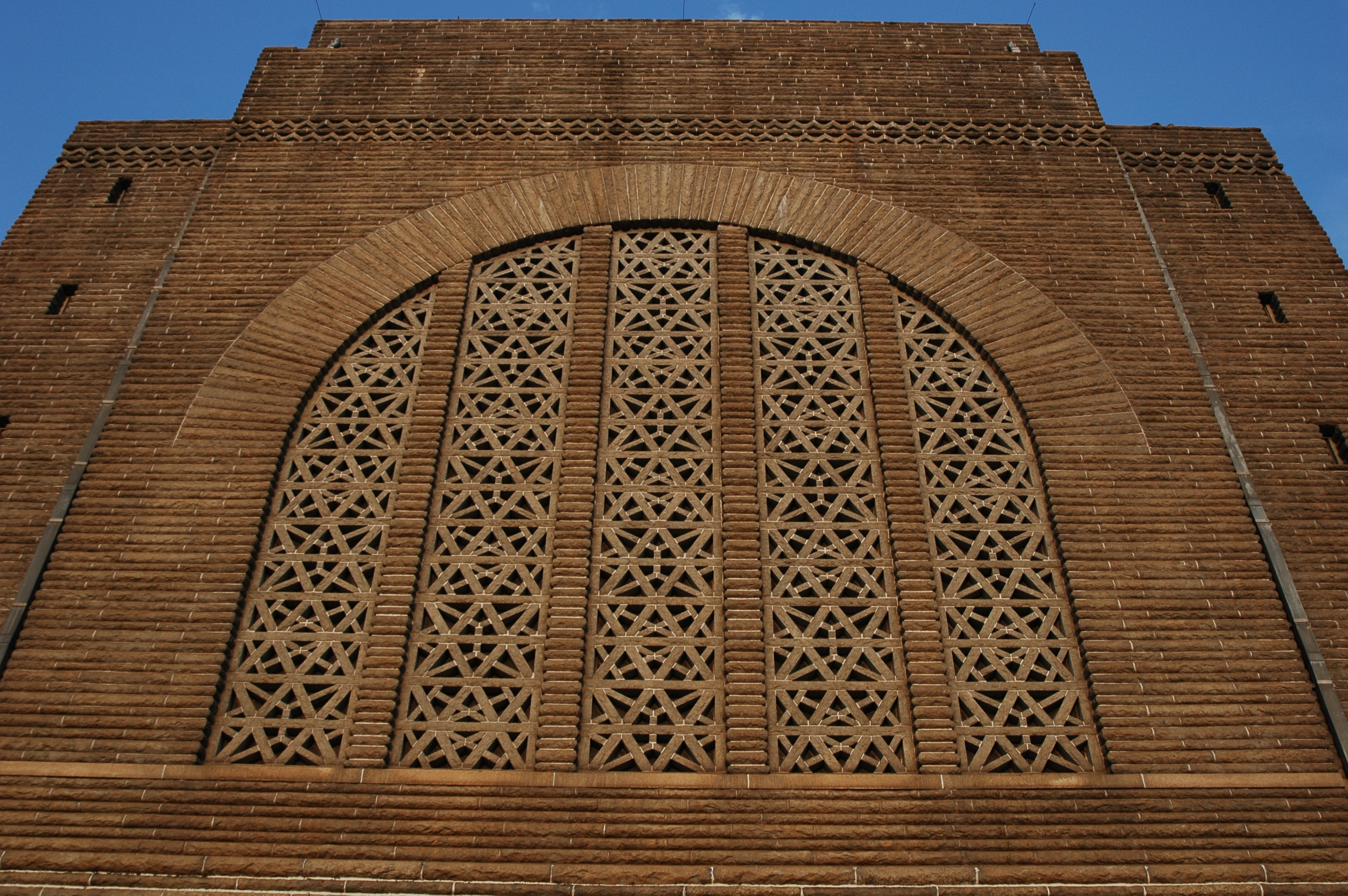
紀念堂西立面
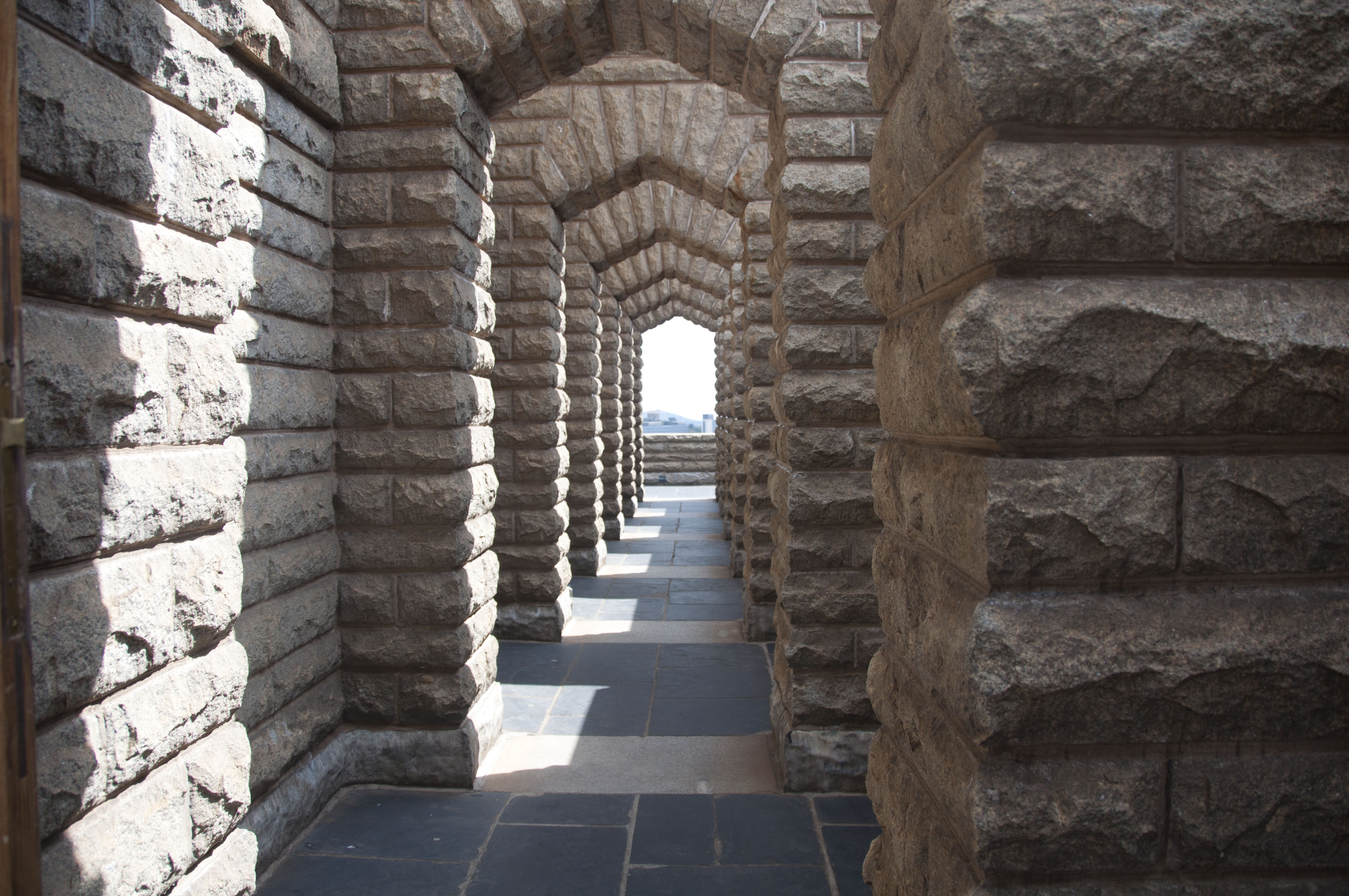
紀念堂外牆迴廊
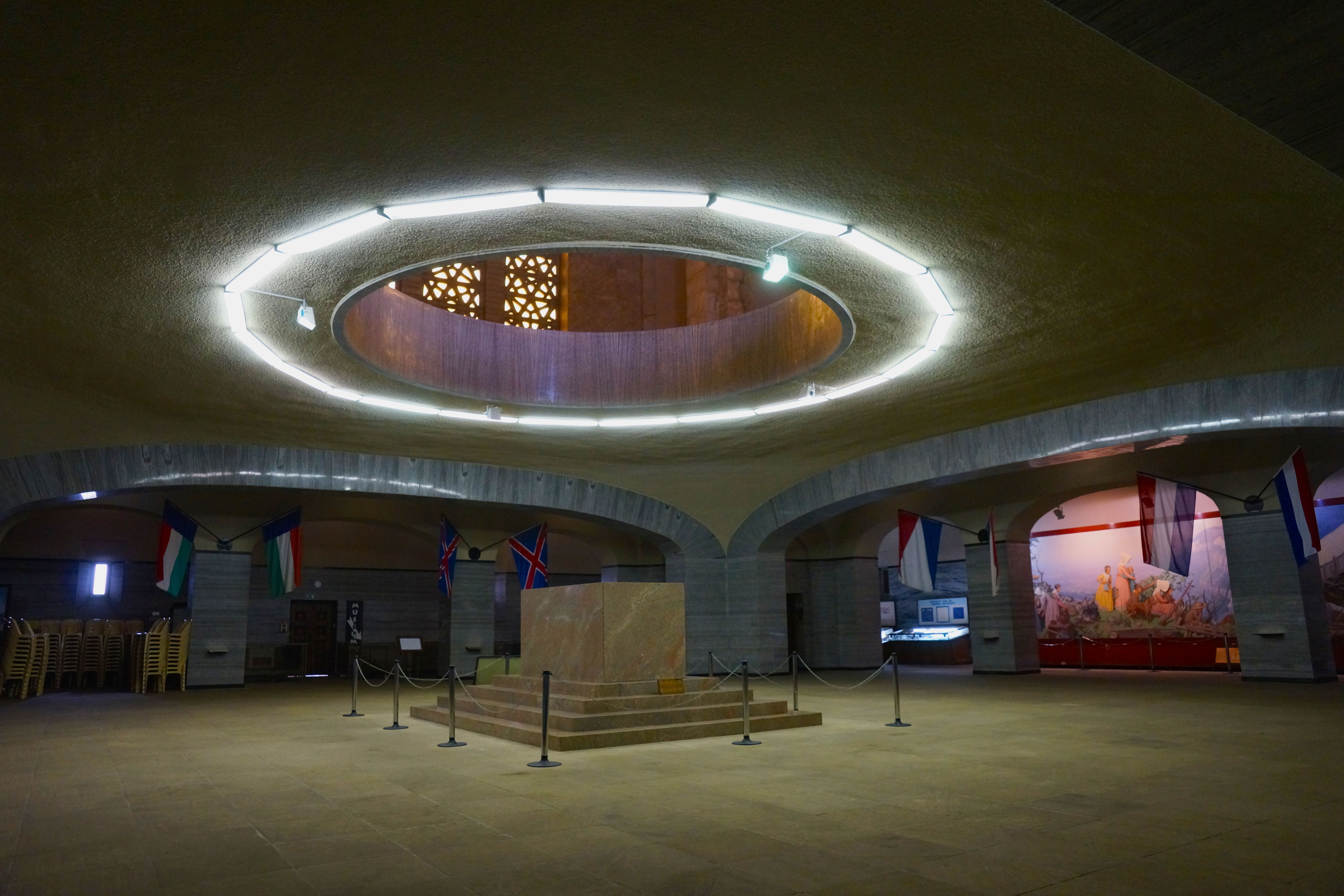
紀念堂下層設一拓荒先民衣冠塚，上開天窗，每年12月16日血河戰役紀念日，陽光會從天窗照耀衣冠塚
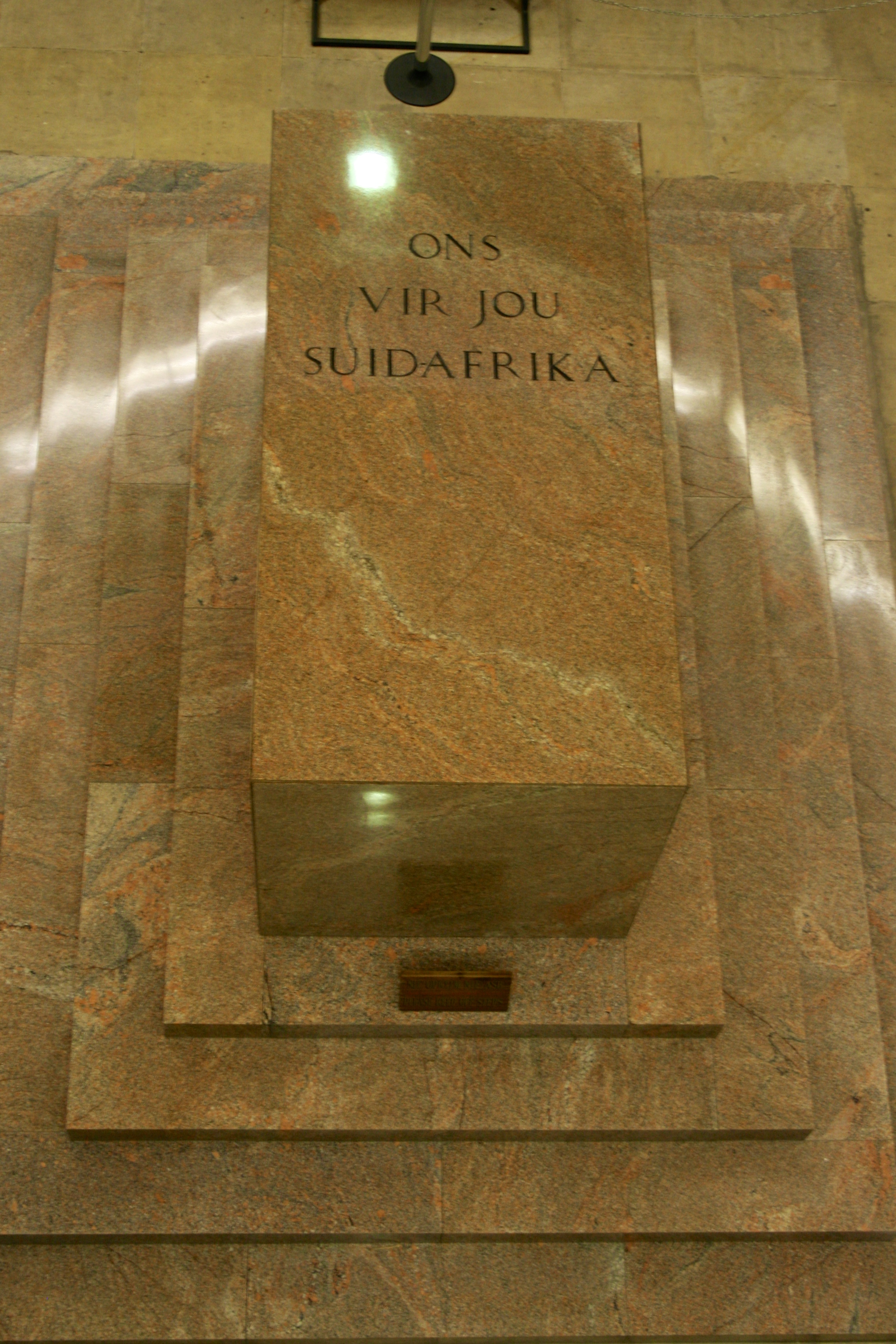
衣冠塚上刻有南非語「我們皆為你，南非」（舊國歌《南非的呼喚》歌詞）
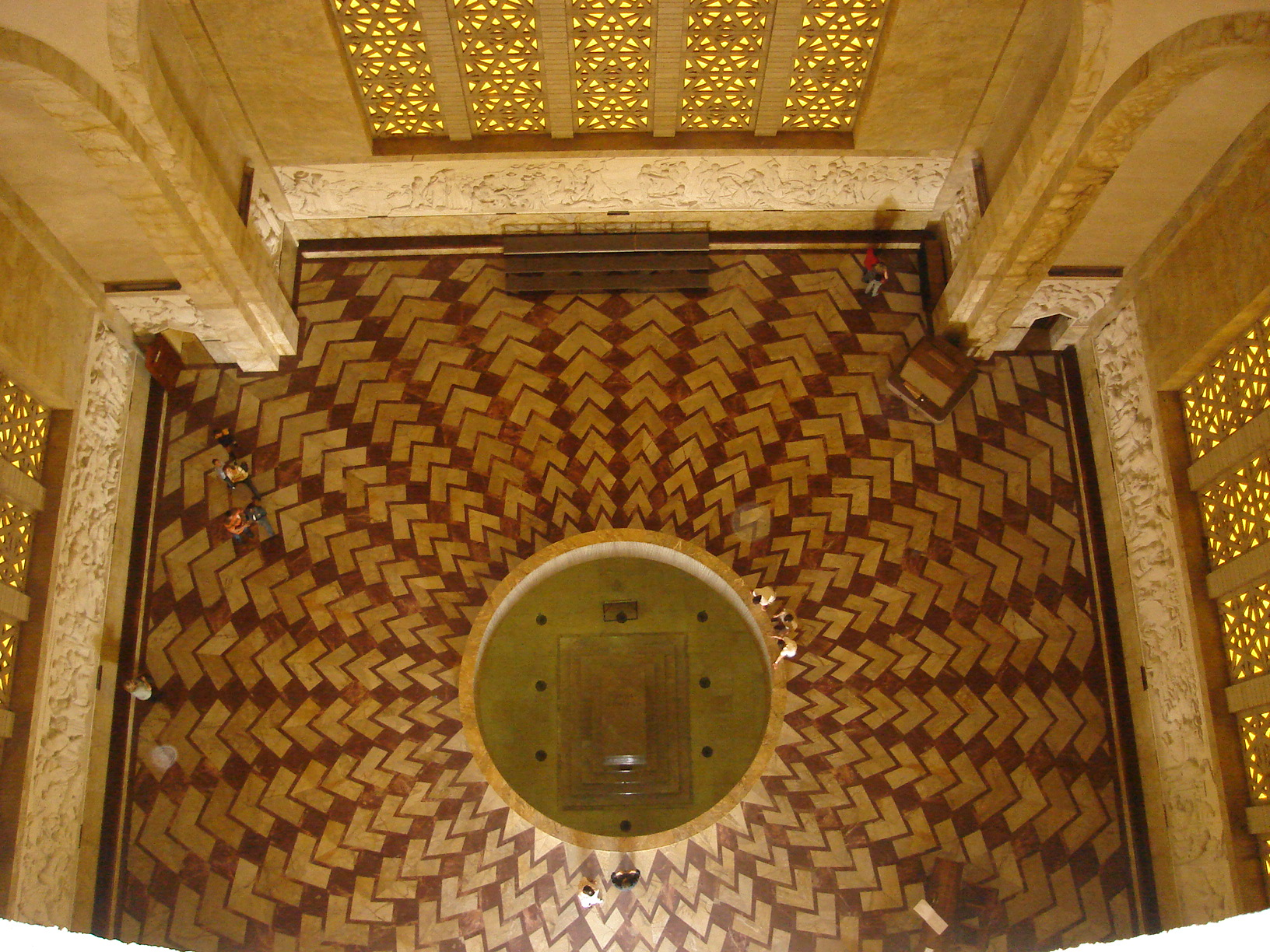
紀念堂上層為浮雕展廳，中央是衣冠塚上方所開天窗，四周地板有光芒放射圖案
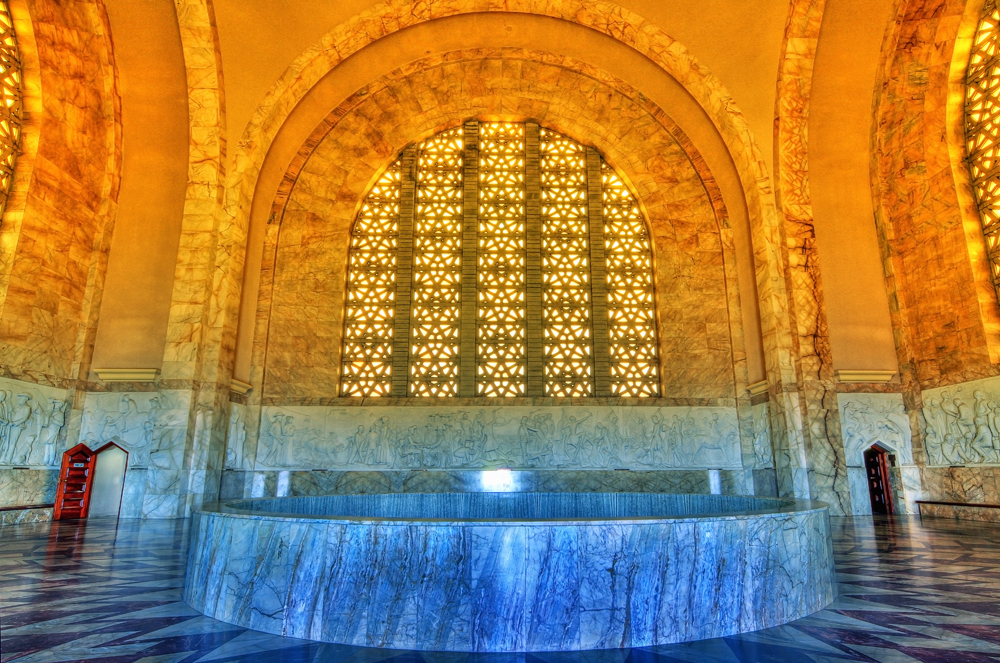
紀念堂浮雕展廳
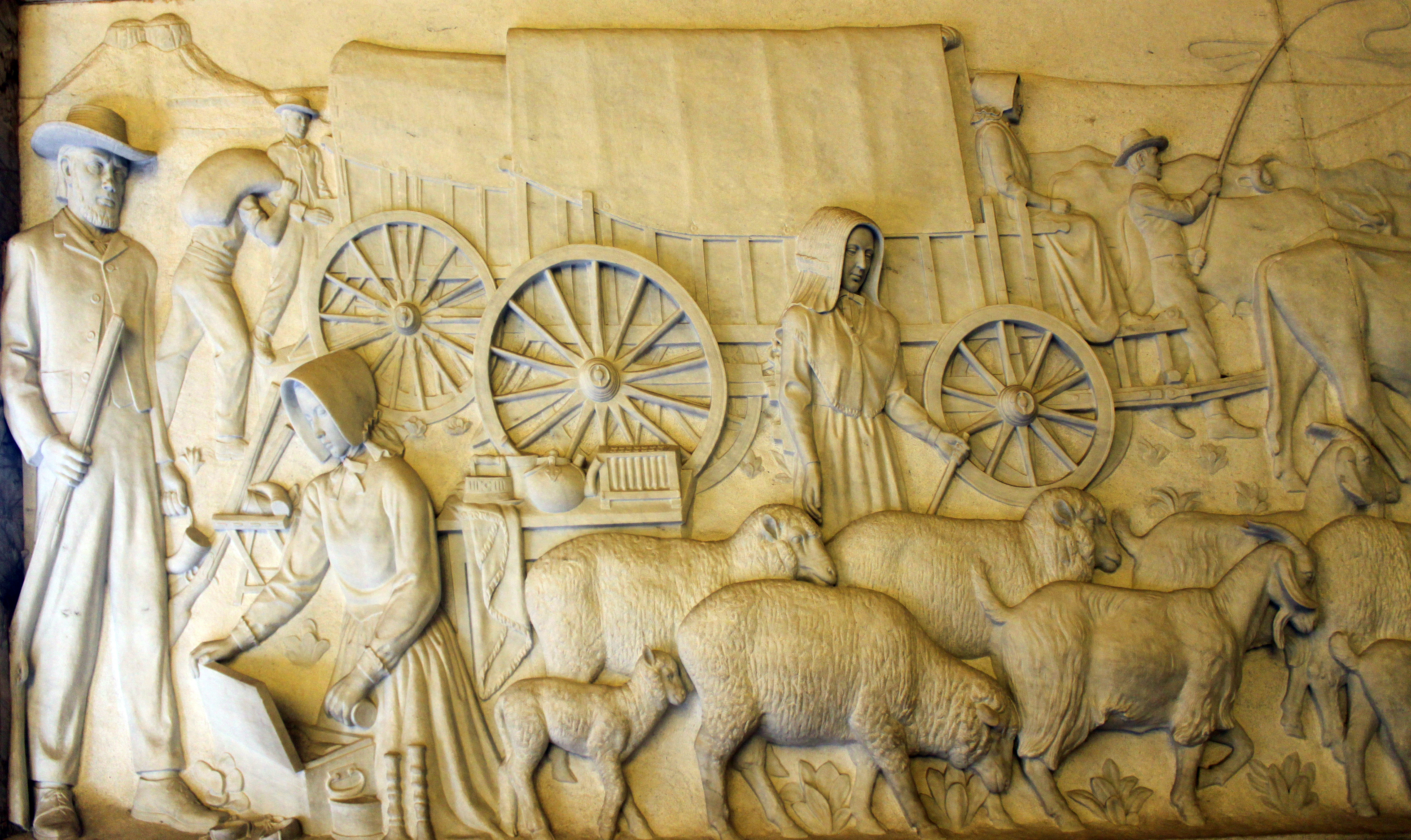
紀念堂內浮雕
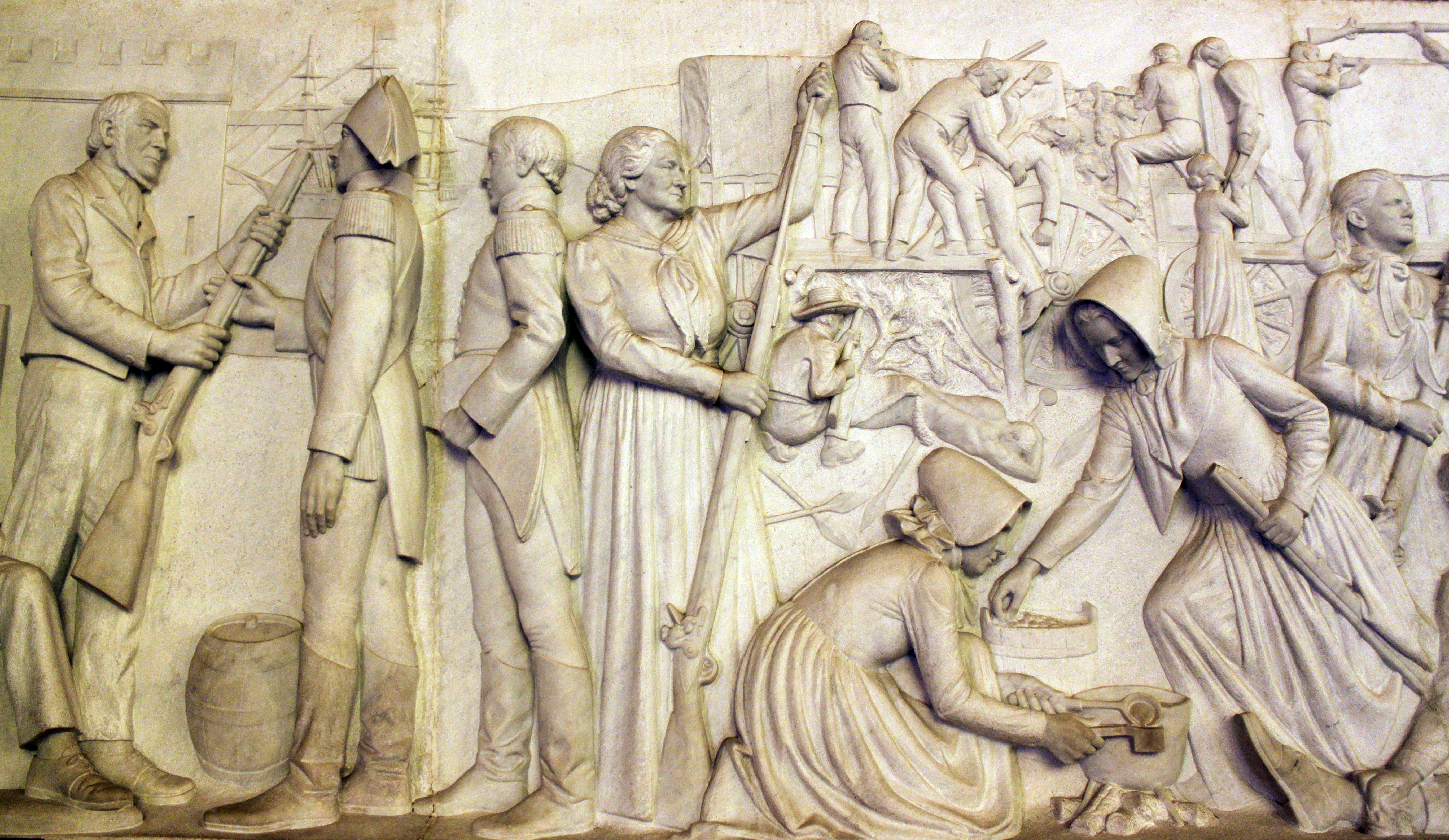
紀念堂內浮雕
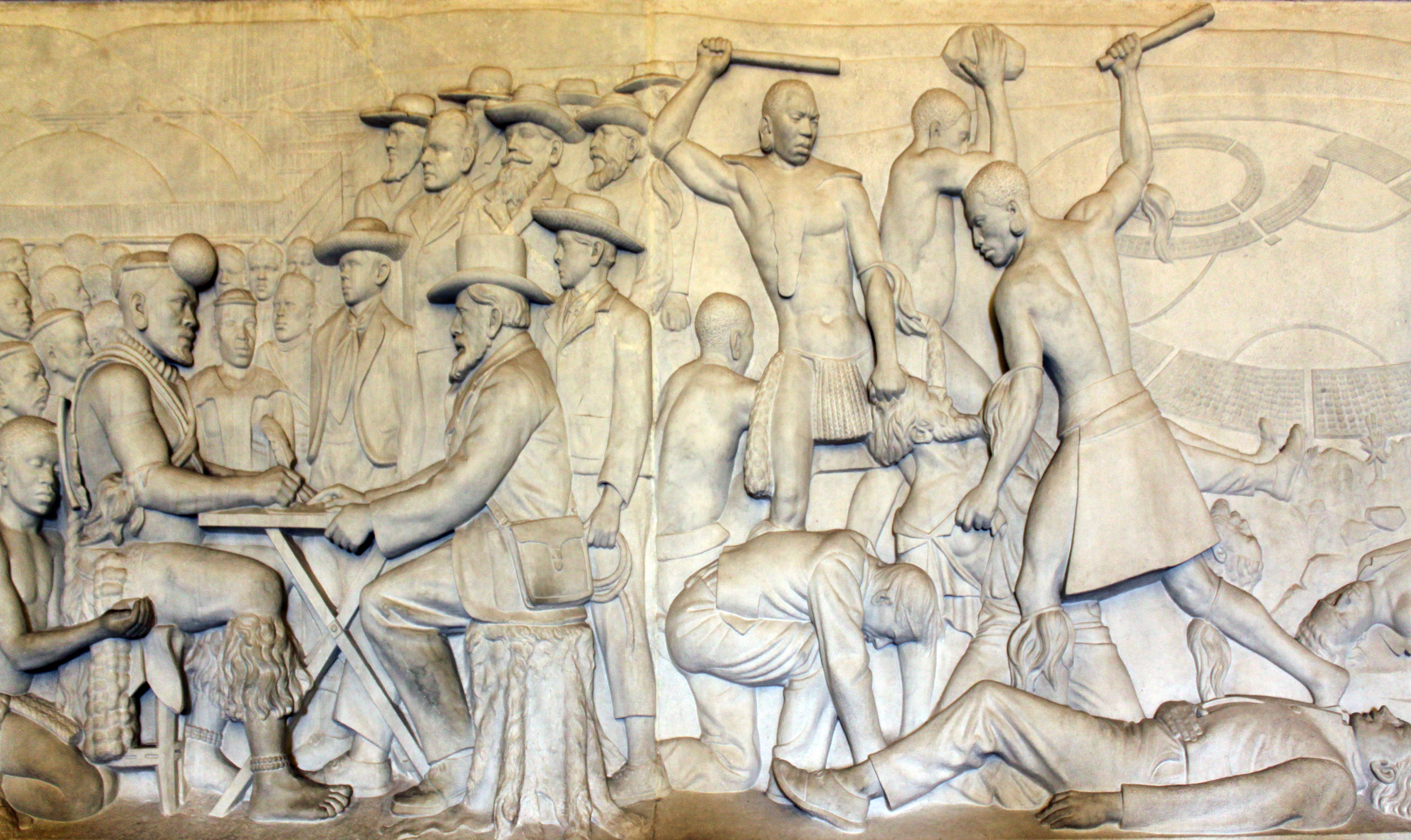
紀念堂內浮雕
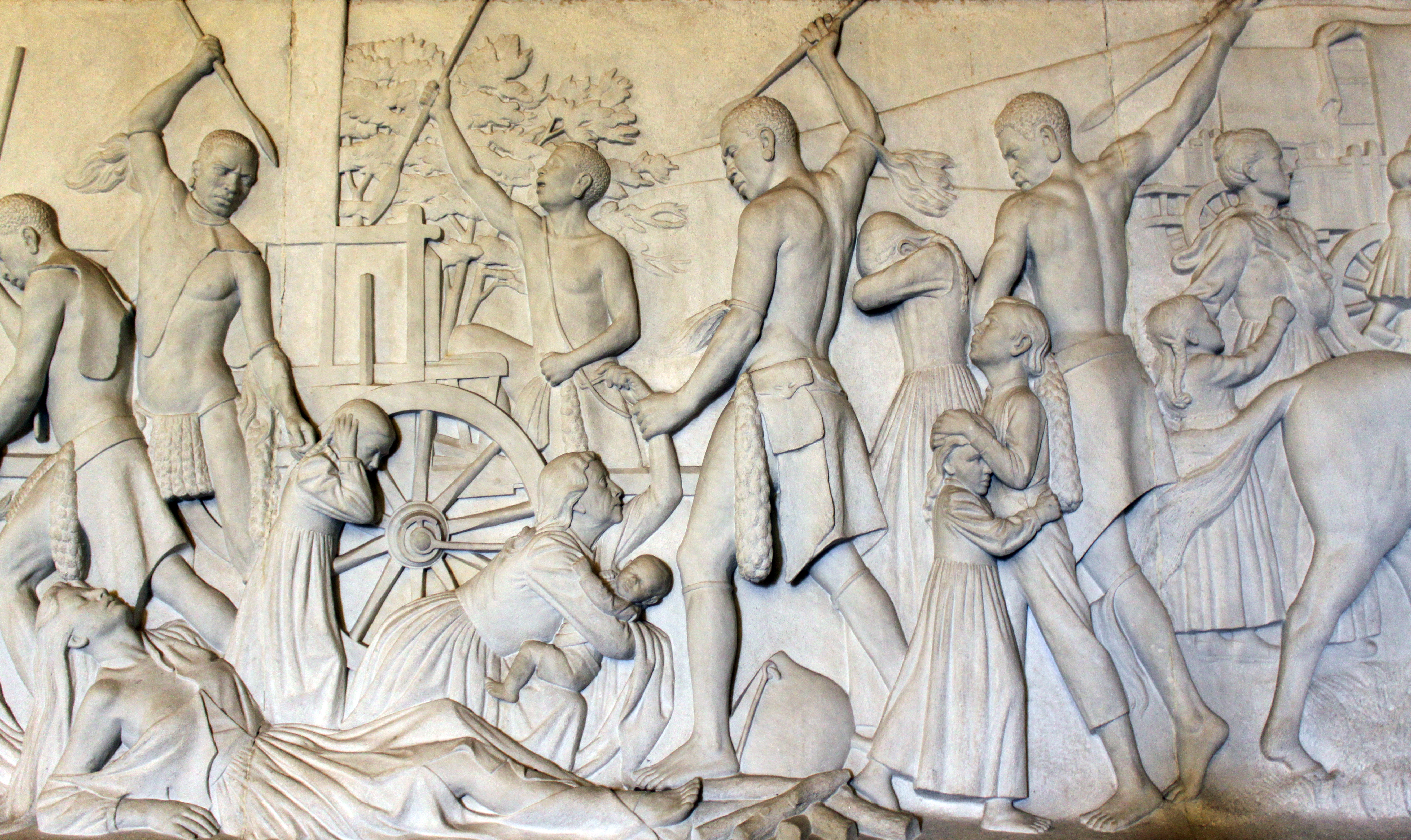
紀念堂內浮雕
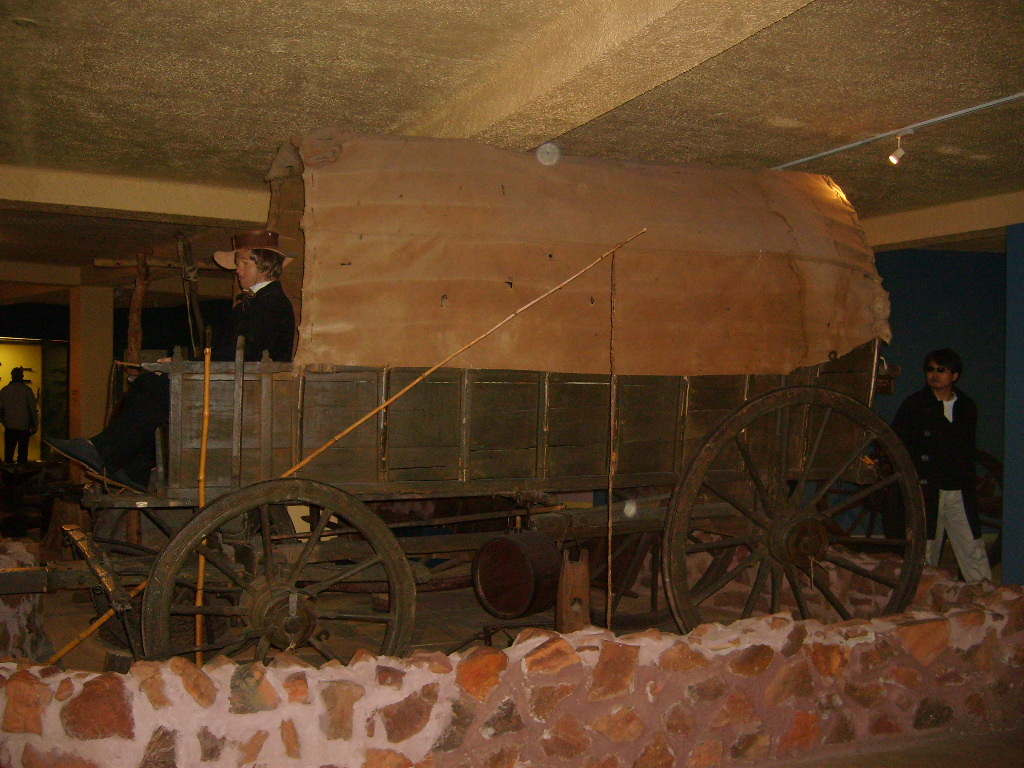
紀念堂展出的拓荒先民篷車
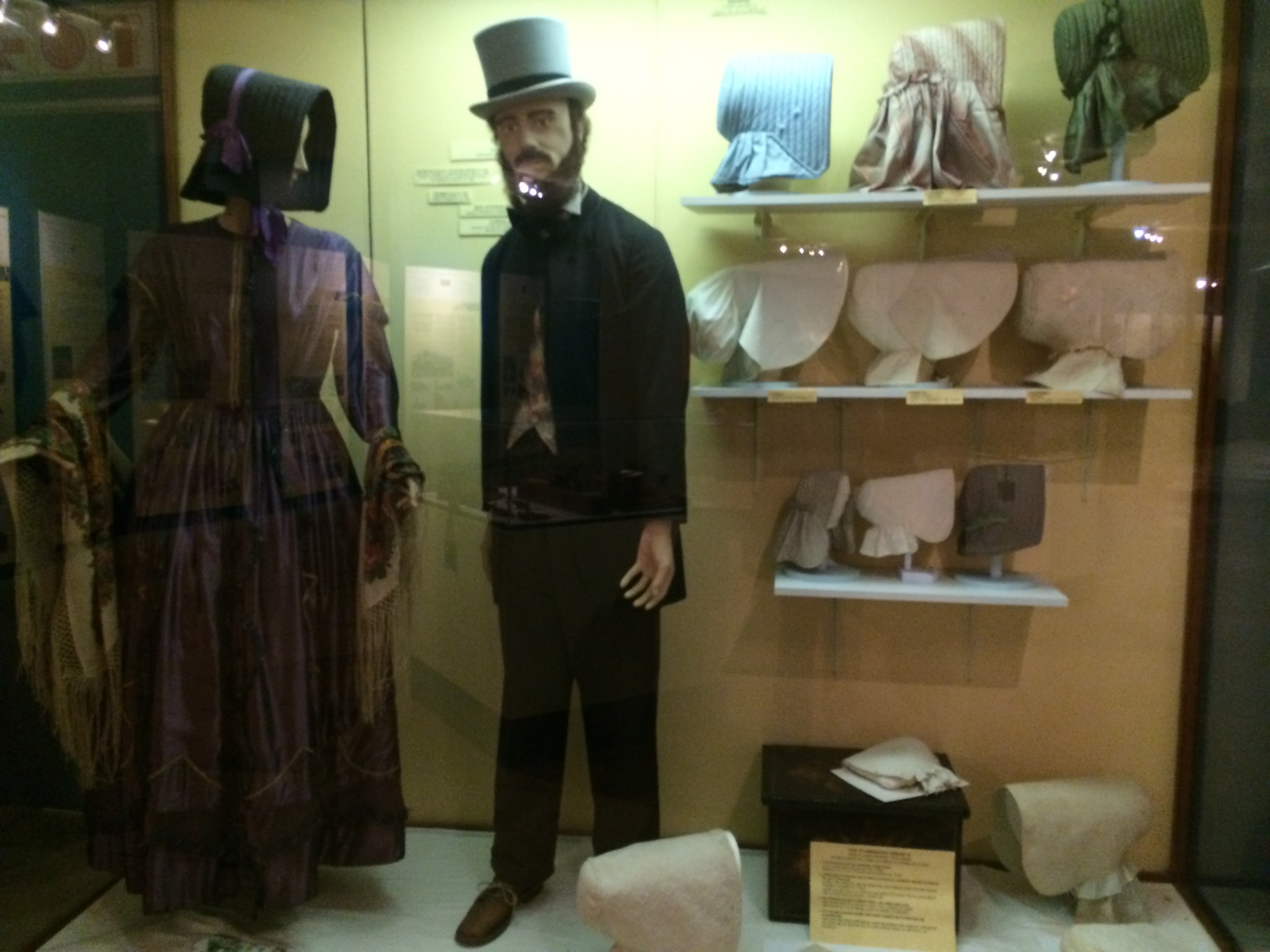
紀念堂展出的拓荒先民服裝
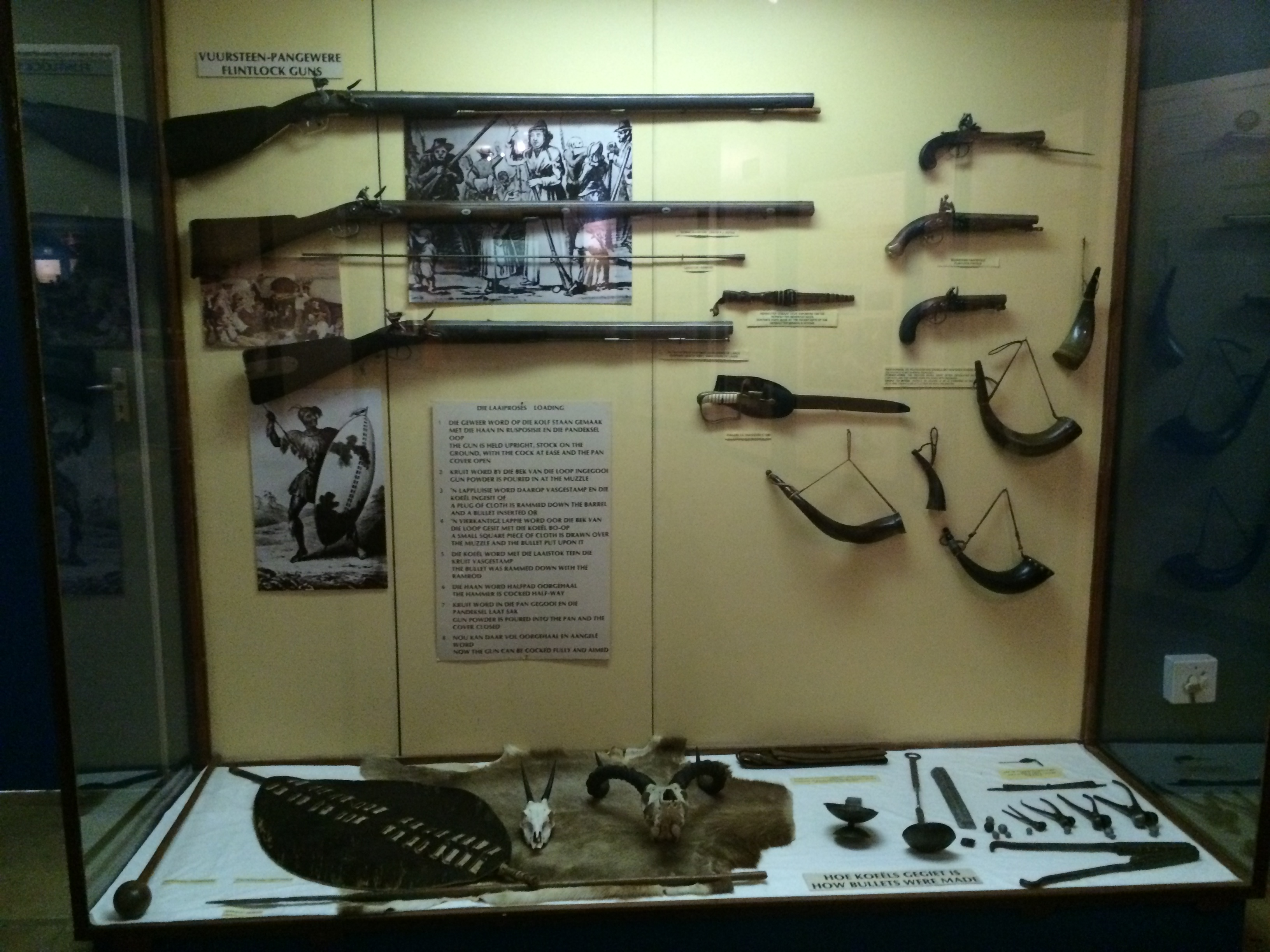
紀念堂展出的拓荒先民武器
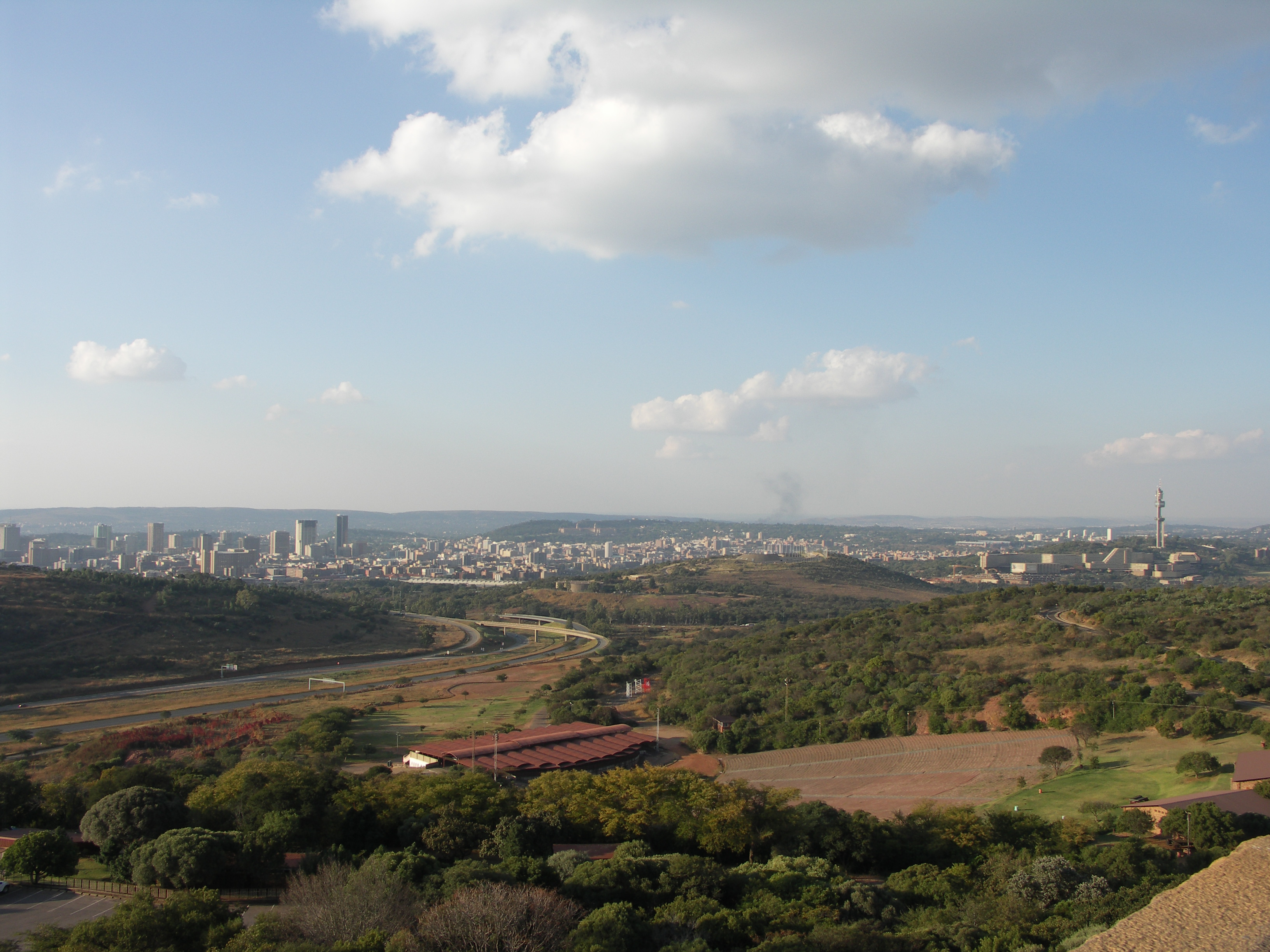
從紀念堂遠眺比勒陀利亞市區

## 外部連結
- Official Site of the Voortrekker Monument （页面存档备份，存于）
- Blood river Vow Committee (in Afrikaans) – Official Site （页面存档备份，存于）
- 360 degree Virtual Tour （页面存档备份，存于） of Voortrekker Monument on Visit Pretoria